# Кенмар (Пенсилванија)
Кенмар (енгл. Kenmar) насељено је место без административног статуса у америчкој савезној држави Пенсилванија.

## Демографија
По попису из 2010. године број становника је 4.124.
| Група             | 2000.    | 2010.         |
| Белци             | 0 (0,0%) | 3.688 (89,4%) |
| Афроамериканци    | 0 (0,0%) | 212 (5,1%)    |
| Азијати           | 0 (0,0%) | 54 (1,3%)     |
| Хиспаноамериканци | 0 (0,0%) | 73 (1,8%)     |
| Укупно            | 0        | 4.124         |